# Ханна Монтана: Кино
«Ха́нна Монта́на: Кино́» (англ. Hannah Montana: The Movie) — художественный фильм Питера Челсома, снятый по мотивам комедийного телесериала для подростков «Ханна Монтана». Премьера фильма в США состоялась 10 апреля 2009 года в кинотеатрах, а премьера на телевидении — 19 ноября 2010 года.

## Сюжет
Майли Стюарт никак не может побороться со своим альтер эго (Ханной Монтаной). Она выступает на концерте с ремиксом песни «Best Of Both Worlds», и действие переносится в клип к этой песне. Когда Ханна заходит под шатёр, то из-за вешалки с одеждой выходит мужчина с фотокамерой (Освальд), и говорит, что хочет передать ей привет. Затем входит менеджер Ханны и говорит, что Освальд — папарации, который собирает информацию и сплетни обо всех звёздах.
Майли забывает о дне рождения Лилли, и поэтому полным ходом мчится в магазин за подарком, но и там их начинает преследовать Освальд. В магазине она дерётся с парой туфель с Тайрой Бэнкс. Когда она видит Освальда, то понимает, что не сможет выйти из машины без парика и одежды Ханны, поэтому приходит на вечеринку Лилли в качестве Ханны Монтаны. Толпа просит её спеть «Let’s Get Crazy», а Лилли тем временем уходит.
Робби Рэй в ярости от того, что Майли начала себя так вести: пренебрегла братом, подралась из-за туфель и испортила вечеринку Лилли. Он говорит, что вдобавок она забыла о юбилее своей бабушки из Теннесси, но Майли важна премия, которая проходит в Нью-Йорке в этот же день. Робби Рэй соглашается на частный самолёт, однако вместо Нью-Йорка Майли видит свой родной Теннесси.
Майли говорит, что не хочет там оставаться, ведь премия всего через 3 часа. Робби Рэй говорит ей, чтобы она у него спросила, останется ли она Ханной — через 2 недели. Парик Ханны жуёт Блу-Джинс, и когда Стюарт пытается на него сесть, то конь просто убегает, не узнавая свою хозяйку. Майли встречает своего старого друга Трэвиса.
Чтобы спасти Теннесси от застроек, жители города уговаривают Майли позвонить Ханне Монтане для того, чтобы она дала у них концерт, ведь это большие деньги. Майли с трудом справляется с тем, чтобы её никто не раскусил, однако сначала о её секрете узнаёт маленькая девочка, а потом и сам Трэвис. Он говорит, что она лгала ему, хотя в реальности по-настоящему его полюбила.
Ханна выступает в Теннесси, и когда приходит Трэвис, то перестаёт петь. Она не может больше хранить секрет от всех. Она признаётся всем в том, что она — Майли Стюарт, но её просят остаться Ханной, пообещав, что они сохранят секрет.
Освальд всё это фотографирует, но его просит менеджер Ханны не выдавать секрет, ведь тогда ей не будет спокойной жизни и он разочарует дочек, на что Освальд соглашается, перезванивает своему директору и увольняется с должности папарации. Майли и Трэвис целуются, и Ханна продолжает концерт. Затем она возвращается в Лос-Анджелес, чтобы восстановить лучшее из двух миров.

## В ролях

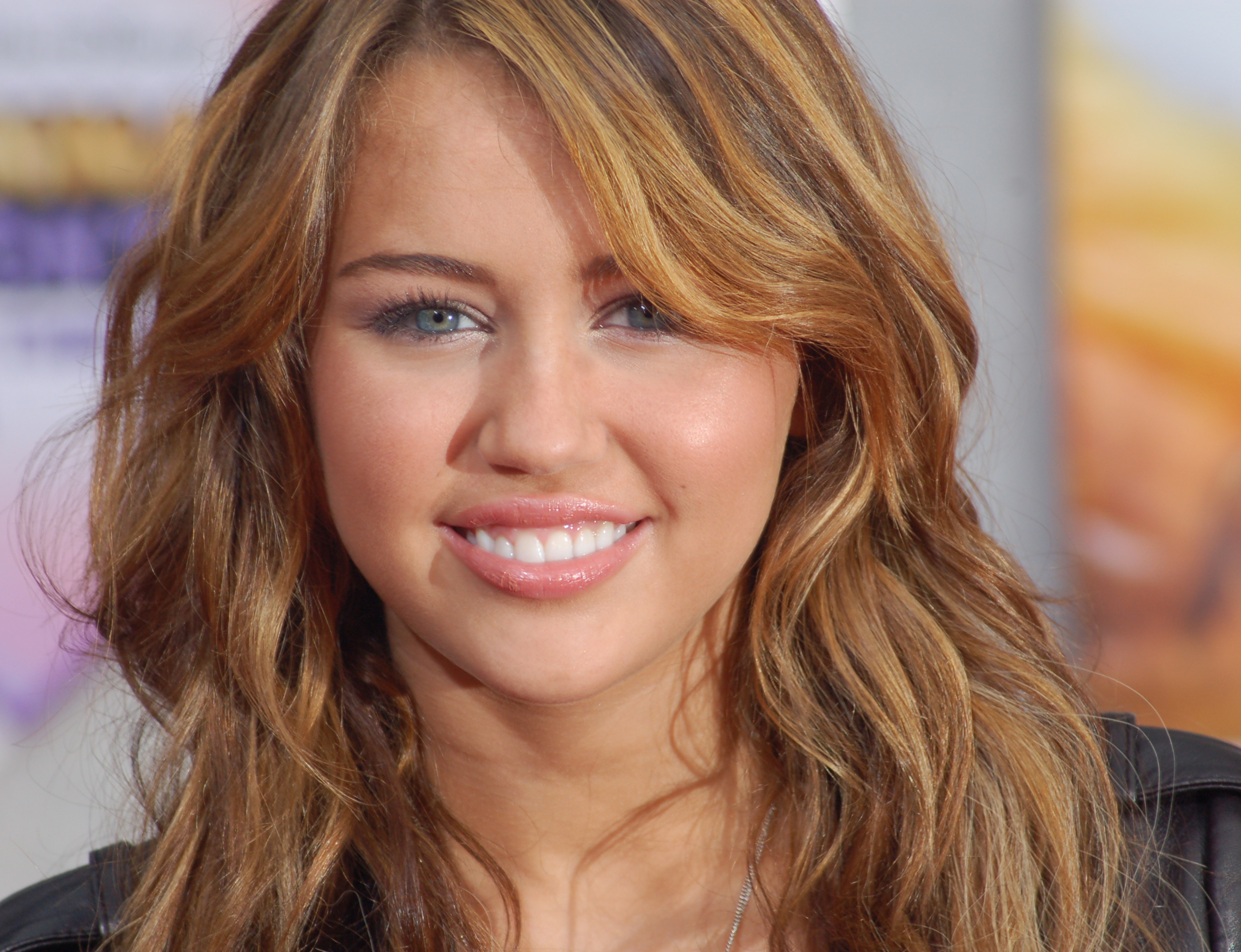
Майли Сайрус на премьере фильма

- Майли Сайрус — Майли Стюарт / Ханна Монтана
- Эмили Осмент — Лилли Траскотт / Лола Лафнегел
- Джейсон Эрлс — Джексон Стюарт
- Билли Рэй Сайрус — Робби Стюарт
- Мойзес Ариас — Рикко
- Мелора Хардин — Лорелай
- Марго Мартиндейл — Руби Стюарт
- Барри Боствик — мистер Бредли
- Питер Ганн — Освальд
- Лукас Тилл — Тревис Броуди
- Ванесса Уильямс — Вита
- Тайра Бэнкс — в роли самой себя
- Беа Биллингсли — мэр
- Катрина Смит — жена мэра
- Митчел Муссо — Оливер Окен
- Митчел Муссо — кузен Деррик
- Рэйчел Вудс — Фэб Гранджер
- Джейн Карр — Люсинда
- Наталия Дайер — Клариса Гранджер
- Д. Тодд Хэммонд — учитель физкультуры
- Джек Хоук — Джек
- Майкл Корнакка — охранник
- Шон Картер Петерсон — режиссёр

## Саундтрек
Hannah Montana: The Movie Soundtrack
Songs:
- You’ll Always Find Your Way Back Home (Performed by Hannah Montana)
- Lets Get Crazy (Performed by Hannah Montana)
- The Good Life (Performed by Hannah Montana)
- Everything I Want (Performed by Steve Rushton)
- Dont Walk Away (Performed by Miley Cyrus)
- Hoedown Throwdown (Performed by Miley Cyrus)
- Dream (Performed by Miley Cyrus)
- The Climb (Performed by Miley Cyrus)
- Butterfly Fly Away (Performed by Miley Cyrus and Billy Ray Cyrus)
- Backwards (Acoustic)(Performed by Rascal Flatts)
- Back To Tennessee (Performed by Billy Ray Cyrus)
- Crazier (Performed by Taylor Swift)
- Bless The Broken Road (Acoustic) (Performed by Rascal Flatts)
- Let’s Do This (Performed by Hannah Montana)
- Spotlight (Performed by Hannah Montana)
- Game Over (Performed by Steve Rushton)
- Whats Not To Like (Performed by Hannah Montana)
- The Best of Both Worlds: The 2009 Movie Mix (Performed by Hannah Montana)